# ایسکو، مینه‌سوتا

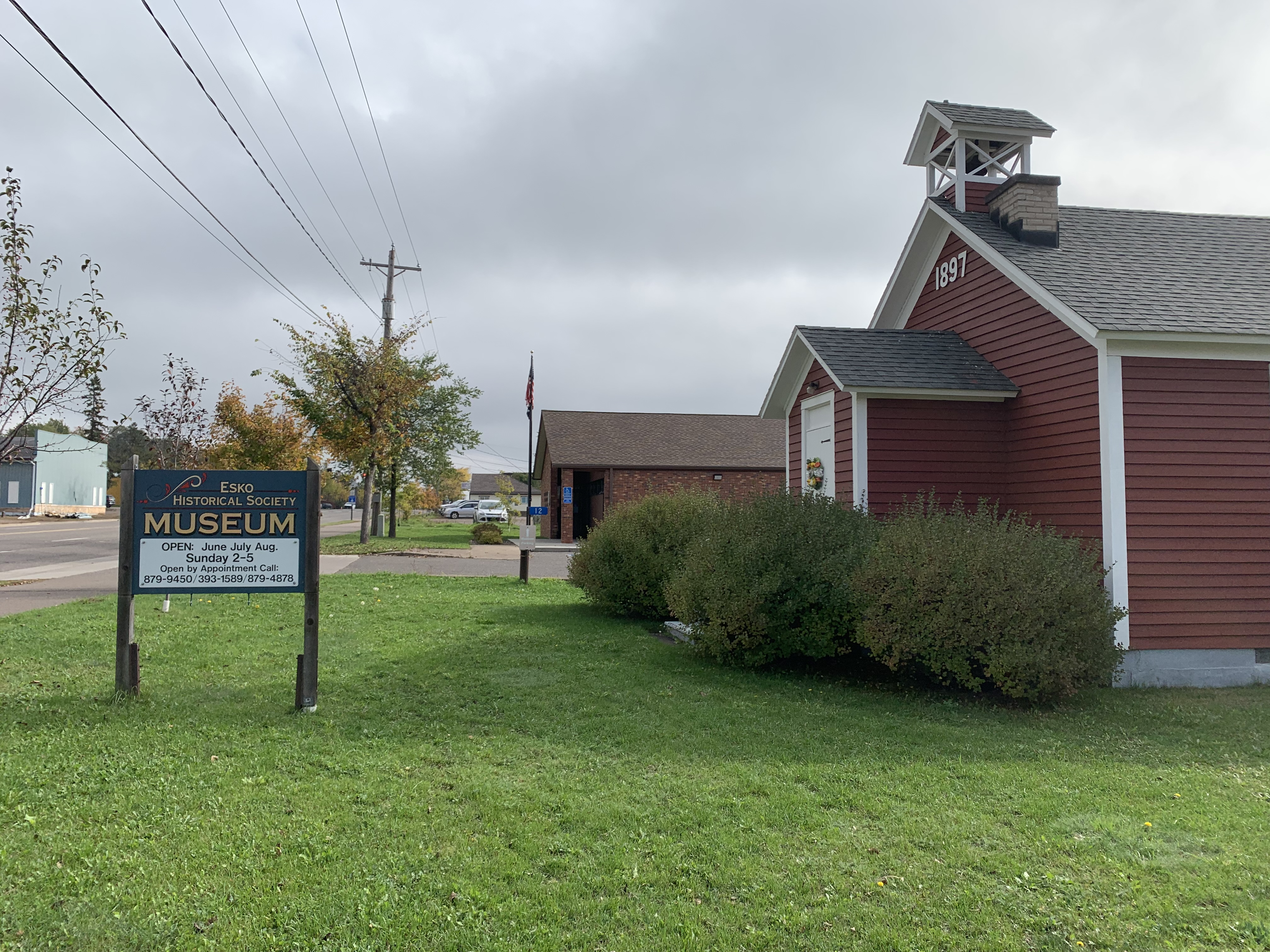
موزه جامعه تاریخی ایسکو در اسکو، مینه سوتا

ایسکو (به انگلیسی: Esko) یک منطقهٔ مسکونی در ایالات متحده آمریکا است که در شهرستان کارلتون، مینه‌سوتا واقع شده‌است. ایسکو ۱٬۸۶۹ نفر جمعیت دارد و ۳۵۶ متر بالاتر از سطح دریا واقع شده‌است.